# Championnat d'Uruguay de football 1991
Navigation
Saison précédente Saison suivante
La saison 1991 du Championnat d'Uruguay de football est la quatre-vingt-neuvième édition du championnat de première division en Uruguay. Les quatorze meilleurs clubs du pays sont regroupés au sein d'une poule unique, la Primera División, où ils s'affrontent deux fois au cours de la saison, à domicile et à l'extérieur. En fin de saison, pour permettre le passage du championnat à 13 équipes, les deux derniers du classement cumulé des deux dernières saisons sont relégués et remplacés par le champion de deuxième division.
C'est le Defensor Sporting Club qui est sacré champion d'Uruguay cette saison après avoir terminé en tête du classement final avec un seul point d’avance sur le Club Nacional de Football et deux sur Montevideo Wanderers. C'est le troisième titre de champion d'Uruguay de l’histoire du club.

## Qualifications continentales
Les deux premiers de la Liguilla pré-Libertadores obtiennent leur billet pour la prochaine Copa Libertadores.

## Les clubs participants
| - CA Peñarol - Defensor Sporting Club - Club Nacional de Football - Club Atlético Bella Vista - Huracán Buceo - Club Atlético Progreso - Racing Club de Montevideo | - CCD El Tanque Sisley - Promu de D2 - Danubio FC - CA Cerro - Liverpool Fútbol Club - Central Español Fútbol Club - Montevideo Wanderers - Club Atlético Rentistas |

## Compétition

### Classement
Le barème utilisé pour établir le classement est le suivant :
- Victoire : 2 points
- Match nul : 1 point
- Défaite : 0 point

| Rang | Équipe                      | Pts | J  | G  | N  | P  | Bp | Bc | Diff |
| ---- | --------------------------- | --- | -- | -- | -- | -- | -- | -- | ---- |
| 1    | Defensor Sporting Club      | 35  | 26 | 14 | 7  | 5  | 30 | 13 | +17  |
| 2    | Club Nacional de Football   | 33  | 26 | 13 | 7  | 6  | 40 | 27 | +13  |
| 3    | Montevideo Wanderers        | 32  | 26 | 10 | 12 | 4  | 29 | 21 | +8   |
| 4    | Club Atlético Peñarol       | 31  | 26 | 10 | 11 | 5  | 27 | 21 | +6   |
| 5    | Danubio Fútbol Club         | 29  | 26 | 11 | 7  | 8  | 28 | 20 | +8   |
| 6    | Central Español Fútbol Club | 29  | 26 | 8  | 13 | 5  | 24 | 24 | 0    |
| 7    | Club Atlético Cerro         | 26  | 26 | 7  | 12 | 7  | 18 | 16 | +2   |
| 8    | Liverpool Fútbol Club       | 26  | 26 | 6  | 14 | 6  | 25 | 24 | +1   |
| 9    | Huracán Buceo               | 22  | 25 | 8  | 6  | 11 | 31 | 37 | -6   |
| 10   | Racing Club de Montevideo   | 22  | 26 | 6  | 10 | 10 | 20 | 27 | -7   |
| 11   | Club Atlético Bella VistaT  | 22  | 26 | 4  | 14 | 8  | 20 | 31 | -11  |
| 12   | Club Atlético Progreso      | 21  | 26 | 6  | 9  | 11 | 23 | 31 | -8   |
| 13   | Club Atlético Rentistas     | 19  | 26 | 5  | 9  | 12 | 22 | 29 | -7   |
| 14   | CCD El Tanque SisleyP       | 15  | 25 | 4  | 7  | 14 | 14 | 30 | -16  |

|  | Club champion d’Uruguay et qualifié pour la Liguilla pré-Libertadores |
|  | Qualification pour la Liguilla pré-Libertadores                       |
|  | Relégation directe en deuxième division                               |
|  | T : Tenant du titre P : Promu de D2                                   |

- Huracán Buceo et CCD El Tanque Sisley sont relégués car ce sont les clubs les moins performants sur l'ensemble des deux dernières saisons.

### Liguilla pré-Libertadores
Les six premiers du classement disputent la Liguilla pour déterminer les deux clubs qualifiés pour la Copa Libertadores 1992. Si le champion ne termine pas parmi les deux premiers, il obtient le droit d'affronter le second de la Liguilla pour connaître la deuxième formation qualifiée.
| Rang | Équipe                      | Pts | J | G | N | P | Bp | Bc | Diff |  | Résultats (▼ dom., ► ext.)  | Def | Peñ | Nac | Dan | CEs | Wan |
| ---- | --------------------------- | --- | - | - | - | - | -- | -- | ---- |  | --------------------------- | --- | --- | --- | --- | --- | --- |
| 1    | Defensor Sporting ClubT     | 7   | 5 | 3 | 1 | 1 | 9  | 6  | +3   |  | Defensor Sporting ClubT     |     | 0-0 | 4-2 | 0-2 | 2-0 | 3-2 |
| 2    | Club Atlético Peñarol       | 6   | 5 | 2 | 2 | 1 | 6  | 2  | +4   |  | Club Atlético Peñarol       |     |     | 0-0 | 0-1 | 4-0 | 2-1 |
| 3    | Club Nacional de Football   | 6   | 5 | 2 | 2 | 1 | 7  | 4  | +3   |  | Club Nacional de Football   |     |     |     | 2-0 | 0-0 | 3-0 |
| 4    | Danubio Fútbol Club         | 6   | 5 | 3 | 0 | 2 | 9  | 6  | +3   |  | Danubio Fútbol Club         |     |     |     |     | 1-4 | 5-3 |
| 5    | Central Español Fútbol Club | 3   | 4 | 1 | 1 | 2 | 4  | 7  | -3   |  | Central Español Fútbol Club |     |     |     |     |     |     |
| 6    | Montevideo Wanderers        | 0   | 4 | 0 | 0 | 4 | 6  | 13 | -7   |  | Montevideo Wanderers        |     |     |     |     |     |     |

Match de classement pour la deuxième place :
|  | Club Nacional de Football | 1 - 1 | Club Atlético Peñarol |  |  |
|  |                           |       |                       |  |  |
|  | Tirs au but 5-4           |       |                       |  |  |

## Bilan de la saison
| Championnat d'Uruguay de football 1991 |                                   |
| Champion                               | Defensor Sporting Club (3e titre) |
| Qualifications continentales           |                                   |
| Copa Libertadores 1992                 | Defensor Sporting Club            |
| Copa Libertadores 1992                 | Club Nacional de Football         |
| Promotions et relégations              |                                   |
| Promus en Primera División             | CA River Plate                    |
| Relégués en Primera B                  | CCD El Tanque Sisley              |
| Relégués en Primera B                  | Huracán Buceo                     |